# Gran Mogol (diamante)

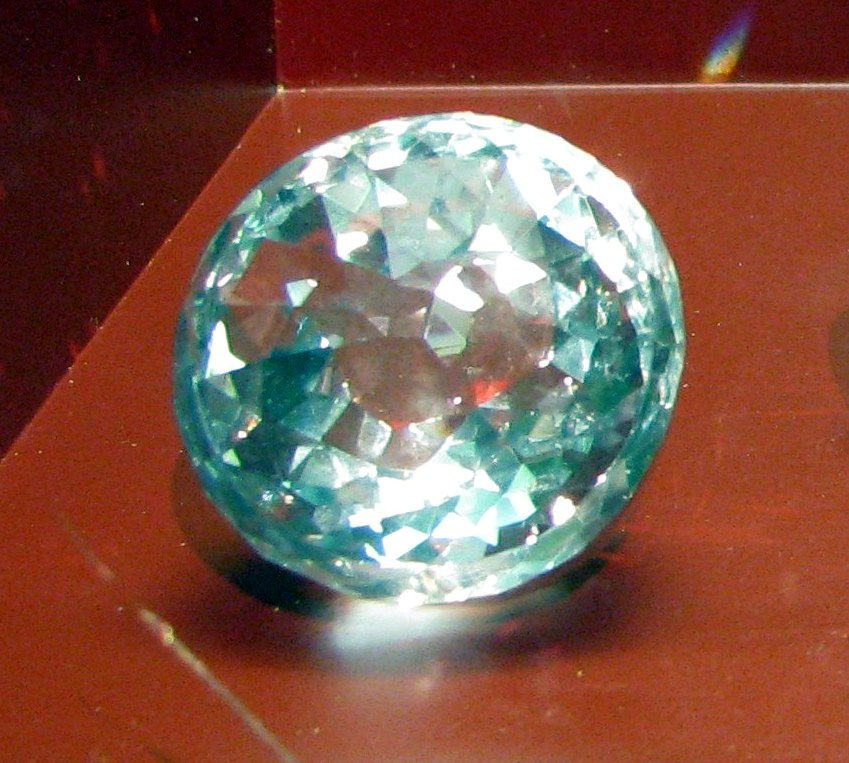
Copia in vetro del Gran Mogol

Il Gran Mogol è un diamante dal peso di 280 carati, di colore blu chiaro, scoperto in India nel XVII secolo.
Prende il nome da Shah Jahan, l'imperatore Mogul che costruì il Taj Mahal, e si pensa che, allo stato naturale, potesse pesare circa 800 carati. Descritto di forma "tale a quella che si otterrebbe tagliando un uovo a metà", è a oggi ufficialmente scomparso, sebbene la maggioranza degli studiosi ritenga che il perduto Gran Mogol sia in realtà il Diamante Orlov, attualmente incastonato nello scettro imperiale di Caterina la Grande, custodito al Cremlino.

## Storia

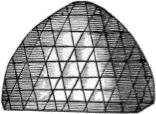
Schizzo del diamante Gran Mogol, realizzato da Jean-Baptiste Tavernier, 1666

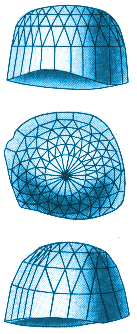
Schizzo del Diamante Orlov, tratto da Precious Stones di Max Bauer, 1904

La pietra originale, valutata di circa 800 carati (157,4 g), fu scoperta intorno al 1650 nelle miniere Miniere di Kollur (Golconda, India meridionale), e originariamente donata dall'emiro Jemla all'imperatore Mogul Shah Jahan, nel corso di un incontro diplomatico, descrivendola come una gemma "ineguagliabile per dimensioni e bellezza".
Il compito di tagliarla fu affidato a un lapidario veneziano di nome Ortensio Borgio, il quale, volendo eliminare le inclusioni presenti nella gemma prima del taglio, applicò una tecnica poco ortodossa con risultati deleteri, inclusa la perdita della maggior parte della caratura, con orrore dell'imperatore. A Bonghi venne risparmiata la vita, ma fu costretto a pagare una multa di 10.000 rupie, equivalente al suo intero patrimonio.
Nel 1655 lo Shah Aurangzeb, figlio di Jahan, mostrò la pietra al famoso gioielliere Jean Batpiste Tavernier, che la descrisse come tagliata a rosa, molto alta e del peso di circa 280 carati, ma difettata da una crepa alla base.
La pietra fu trafugata nel 1739 durante l'invasione persiana di Delhi, e inclusa nel bottino del sovrano persiano Nadir Shah. A seguito dell'assassino di quest'ultimo nel 1747, del diamante si persero le tracce.
Ciononostante, la maggior parte degli studiosi ritiene che il Gran Mogol non sia altro che il Diamante Orlov, incastonato nello scettro imperiale di Caterina la Grande e oggi custodito al Cremlino, a Mosca (Russia).

## Cultura popolare
- Il Gran Mogol compare nel romanzo con protagonista Sherlock Holmes Il segno dei quattro, di Arthur Conan Doyle. Viene rubato per due volte dal criminale Jonathan Small, che lo getta infine nel Tamigi prima della cattura.
- Nel romanzo fantascientifico di Garrett P. Serviss, Edison's Conquest of Mars, del 1898, il diamante, in possesso del Re del Siam, viene donato da questi per contribuire a finanziare la conquista di Marte.